# Melissa Minnich Coleman
Melissa Minnich Coleman (9 de octubre de 1917 – 1 de abril de 2014), (Mary Melissa Minnich) fue una arquitecta estadounidense, especializada en edificios académicos. Nació en Landisville, Pensilvania. Se graduó en Ingeniería Arquitectónica en la Universidad Estatal de Pensilvania en 1939. Trabajó en Wilmington, Delaware de 1939 a 1941 para el arquitecto John F. Mullins, y conoció a su esposo Clifford LeRoy Coleman allí. Se casaron el 29 de agosto de 1942.

## Coleman & Coleman
Coleman y su esposo fundaron la firma Coleman & Coleman en Landisville en 1947, fusionándose con Haak & Kaufman de Myerstown, Pensilvania en 1970 para formar Haak, Kaufman, Coleman & Coleman.
Coleman & Coleman se especializaron inicialmente en el diseño de edificios escolares en Lancaster County, como la Universidad de Hempfield, la Universidad Penn Manor y la Escuela de Centerville. Diseñaron 48 viviendas estudiantiles para la Universidad Milton Hershey, además de otras dependencias para la misma.
Coleman trabajó para las compañías Hercules Inc., A. T. Granger Associates y the Buchart Engineering Company. Fue vicepresidente de la Asociación Americana de Mujeres Universitarias entre 1952 y 1953.